# ニコラ・ヴァレンテ
ニコラ・ヴァレンテ（Nicola Valente 、1991年10月6日 - ）は、イタリア・ゼーヴィオ出身のプロサッカー選手。セリエC・パレルモ所属。ポジションは、ミッドフィールダー。

## クラブ歴
2020年8月13日、パレルモに加入。